# Кень-Юртовское сельское поселение
Кень-Юртовское се́льское поселе́ние — муниципальное образование в Грозненском районе Чечни Российской Федерации.
Административный центр — село Кень-Юрт.

## История
Статус и границы сельского поселения установлены Законом Чеченской Республики от 20 февраля 2009 года № 12-РЗ «Об образовании муниципального образования Грозненский район и муниципальных образований, входящих в его состав, установлении их границ и наделении их соответствующим статусом муниципального района и сельского поселения».

## Население
| 2010  | 2012  | 2013  | 2014  | 2015  | 2016  | 2017  |
| ----- | ----- | ----- | ----- | ----- | ----- | ----- |
| 1832  | ↗1879 | ↗1913 | ↘1907 | ↗1934 | ↗1952 | ↗1991 |
| 2018  | 2019  | 2020  | 2021  | 2023  | 2024  |       |
| ↗2012 | ↗2046 | ↗2060 | ↗2156 | ↗2184 | ↗2192 |       |

## Состав сельского поселения
| № | Населённый пункт | Тип населённого пункта       | Население |
| - | ---------------- | ---------------------------- | --------- |
| 1 | Кень-Юрт         | село, административный центр | ↗2192     |